# Peter Sís
Peter Sís (născut Petr Sís; n. 11 mai 1949, Brno, Cehoslovacia) este un caricaturist și ilustrator american de origine cehă și scriitor de cărți pentru copii.  Caricaturile sale au apărut în editoriale din revistele Time, Newsweek, Esquire și The Atlantic Monthly. În 2012 a primit Medalia Hans Christian Andersen pentru „contribuția sa de  lungă durată” ca ilustrator de literatură pentru copii.    

## Viață
Peter Sís s-a născut în Brno, Cehoslovacia, în 1949.  Tatăl său era regizor, iar mama sa artistă. Este cel mai mare dintre cei trei frați, are o soră mai mică Hana și un frate mai mic David, care a devenit regizor de film ca tatăl său.  În adolescență, Sís a dezvoltat un interes pentru cultura occidentală, poezia beat a lui Allen Ginsberg, părul lung pentru bărbați, blugi și rock and roll, în special muzica The Beatles, The Beach Boys și The Rolling Stones.  Sís a studiat la Liceul de Arte Aplicate, la Academia de Arte Aplicate din Praga și la Colegiul Regal de Artă din Londra, unde a studiat cu Quentin Blake.   După ce a absolvit, a început o carieră ca regizor, câștigând ulterior premiul Ursul de Aur pentru un scurtmetraj animat, Hlavy, la Festivalul de Film din Berlinul de Vest din 1980.
Sís a călătorit în Statele Unite ale Americii în 1982 „pentru a crea un film de animație bazat pe participarea Cehoslovaciei la Jocurile Olimpice care aveau loc la Los Angeles. Uniunea Sovietică a inițiat un boicot care a inclus Cehoslovacia, dar Sís nu s-a întors acasă.  A rămas în America și i s-a acordat azil.  În SUA a început să ilustreze și să scrie cărți. A revenit ocazional la regizarea unor filme, producând reclame pentru Nickelodeon și PBS Kids⁠(d), plus scurtmetraje pentru Sesame Street bazate pe cartea sa Madlenka.
Sís a devenit cetățean american în 1988.

## Premii
Peter Sís a câștigat de șapte ori premiul The New York Times Book Review  pentru cea mai bună carte ilustrată a anului. El a fost, de asemenea, distins cu Caldecott Honor de către American Library Association (ALA) pentru ilustrațiile cărții sale din 1996, Starry Messenger, a cărții din 1998 Tibet Through The Red Box și a lucrării sale din 2007, The Wall: Growing Up Behind the Iron Curtain. Ultima carte a primit, de asemenea, Medalia Robert Silbert din partea ALA în 2008 pentru cea mai distinsă carte informativă pentru tinerii cititori. 
A primit de patru ori premiul Boston Globe–Horn Book : pentru Komodo (1993), A Small Tall Tale From the Far Far North (1994), Tibet Through The Red Box (1999) și The Wall: Growing Up Behind the Iron Cortina (2008).
A câștigat Deutscher Jugendliteraturpreis⁠(d) pentru cartea Tibet Through the Red Box. A câștigat și premiul MacArthur Fellowship în 2003.
Sís a câștigat Premiul Ursul de Aur la Festivalul Internațional de Film de la Berlin din 1980 pentru un scurtmetraj animat. În plus, Grand Prix Toronto și Cine Golden Eagle Award (CINE⁠(d)).
Premiul bienal Hans Christian Andersen acordat de International Board on Books for Young People este cea mai înaltă recunoaștere disponibilă pentru un scriitor sau ilustrator de cărți pentru copii. Sís a primit premiul pentru ilustrație în 2012.    
La 15 iulie 2014, Sís a fost anunțat ca finalist al prestigiosului Premiu NSK Neustadt pentru Literatură pentru Copii din 2015 .

## Lucrări
Cărți scrise:
- Rainbow Rhino (1987)
- Waving (1988)
- Going Up! (1989)
- Beach Ball⁠(d) (1990)
- Follow the Dream: The Story of Christopher Columbus (1991)
- An Ocean World (1992)
- Komodo! (1993)
- A Small Tall Tale from the Far Far North (1993)
- The Three Golden Keys (1994)
- Starry Messenger: ... Galileo Galilei⁠(d) (1996)
- Fire Truck (1998)
- Tibet: Through the Red Box⁠(d) (1998)
- Trucks, Trucks, Trucks (1999)
- Ship Ahoy! (1999)
- Madlenka (2000)
- Dinosaur (2000)
- Ballerina (2001)
- Madlenka's Dog (2002)
- The Tree of Life: ... Charles Darwin ... (2003)
- The Train of States (2004)
- Play, Mozart, Play (2006)
- The Wall: Growing Up Behind the Iron Curtain⁠(d) (2007)
- Madlenka Soccer Star (2010)
- The Conference of the Birds⁠(d) (2011)
- The Pilot and the Little Prince (2014)
- Ice Cream Summer (2015)
- Nicky & Vera: A Quiet Hero of the Holocaust and the Children He Rescued (2021)

### Doar ca ilustrator
- Miloš Forman și Peter Shaffer⁠(d), Amadeus, afiș de film (1984)[16]
- George Shannon, Stories to Solve: folktales from around the world (1985)
- Sid Fleischman⁠(d), The Whipping Boy⁠(d) (1986)
- Sid Fleischman, The Scarebird (1987)
- Sid Fleischman, The Midnight Horse⁠(d) (1990)
- George Shannon, More Stories to Solve: fifteen folktales from around the world (1990)
- Jack Prelutsky⁠(d), The Dragons Are Singing Tonight (1993)
- George Shannon, Still More Stories to Solve: fourteen folktales from around the world (1994)
- Sid Fleischman, The 13th Floor: a ghost story (1995)
- Jacques Taravant, Le marchand d'ailes (1997)
- Jack Prelutsky, The Gargoyle on the Roof (1999)
- Jack Prelutsky, Monday's Troll (1996)
- Jack Prelutsky, Scranimals (2002)
- Jorge Luis Borges, The Book of Imaginary Beings⁠(d) (2006)
- Sid Fleischman, The Dream Stealer (2009)
- Pam Muñoz Ryan⁠(d), The Dreamer (2010)